# 多布羅皮利亞 (波洛希區)
多布羅皮利亞（烏克蘭語：Добропілля），是烏克蘭東南部扎波羅熱州波洛希區沃兹德维日夫卡市镇内的村落。分別距離瓦爾瓦里夫卡0.5公里和新扎波里日亚1公里，始建於1881年，面積2.32平方公里，海拔高度104米，2001年人口440。